# Aracatu
Aracatu is een gemeente in de Braziliaanse deelstaat Bahia. De gemeente telt 14.316 inwoners (schatting 2009).

## Aangrenzende gemeenten
De gemeente grenst aan Brumado, Caetanos, Maetinga en Tanhaçu.